# Johannes von Euch
Johannes Theodor Joseph von Euch (født 21. januar 1834 i Meppen, Hannover, død 18. marts 1922 i København) var en tysk romerskkatolsk biskop og apostolisk vikar for Danmark.
Johannes von Euch er efterkommer af den hugenottiske slægt af baroner De Vous. Hans far slog sig i 1831 ned i Meppen i Emsland og bedrev der et værtshus. Johannes studerede teologi og præsteviedes af Paulus Melchers. Da det daværende apostoliske vikariat i Norden forvaltedes af Bispedømmet Osnabrück, blev han udsendt til Danmark. Som katolsk sognepræst i Fredericia blev han i 1884 udnævnt til apostolisk præfekt af Danmark. Med ophøjelsen af præfekturet til apostolisk vikariet blev von Euch den 15. marts 1892 udnævnt til titulærbiskop af Anastasiapolis og apostolisk vikar for Danmark, og blev den 8. september 1892 konsekreret af Bernhard Höting til biskop. Han var et stort organisationstalent, og hans embedsperiode var en opbrudets tid, hvor antallet af katolikker i Danmark gennem indvandring og endnu mere gennem konversion steg fra omkring 3.000 til omkring 25.000.
Han er begravet på Vestre Katolske Kirkegård.